# Воробей, Максим Викторович
Макси́м Ви́кторович Воробе́й (укр. Максим Вікторович Воробєй; род. 27 февраля 1991, Никополь, Днепропетровская область) — украинский футболист, защитник

## Игровая карьера
Воспитанник никопольской футбольной школы «Обрий». С 2005 года обучался в запорожской СДЮШОР «Металлург» в группе В. Трегубова. В 2007 году Максим Воробей, наряду с другими воспитанниками секции «Металлурга» 1991 года рождения: Сергеем Кривцовым, Евгением Задоей, Юрием Пазюком, Сергеем Довбуном и Артуром Ягмуряном, был включён в заявку команды мастеров второй лиги «Металлург-2». Во взрослом футболе дебютировал 10 апреля того же года в игре против «Ильичёвца-2», проведя на поле все 90 минут матча.
13 июля 2007 года впервые был внесён в заявку на матч Премьер-лиги в составе основной команды «Металлурга», но на поле вышел лишь через полтора года. Дебют Максима в Премьер-лиге состоялся 15 марта 2009 года в Запорожье на стадионе «Славутич-Арена» в матче против «Динамо» (Киев). При счёте 1:3 главный тренер хозяев Олег Лутков, смирившись с поражением, на последние пять минут выпустил Воробья вместо Владимира Полевого. В следующий раз на поле в составе запорожцев Максим Воробей вышел в последнем туре сезона 2008/09 в гостевом матче против одесского «Черноморца». На 40-й минуте матча восемнадцатилетний футболист заменил сербского легионера «Металлурга» Николу Василевича. Этот матч стал последним для Максима в составе запорожцев. После смены тренерского состава Максим лишь трижды за следующие два сезона попадал в заявку на матч, играя в основном в молодёжном первенстве (всего в период 2007—2012 — 85 матчей). Летом 2012 года Максим покинул Запорожье.
Продолжил карьеру в любительских командах Днепропетровской области «ВПК-АГРО» (Магдалиновка) и ФК «Никополь».

## Карьера в сборной
Выступал за юношеские сборные Украины 1991 года рождения под руководством Анатолия Бузника. В составе сборной Украины (U-18) выступал на международном турнире юношеских сборных Slovakia Cup − 2009, участвовал в отборе Евро-2010 (U-19).